# Доменная печь Рашета

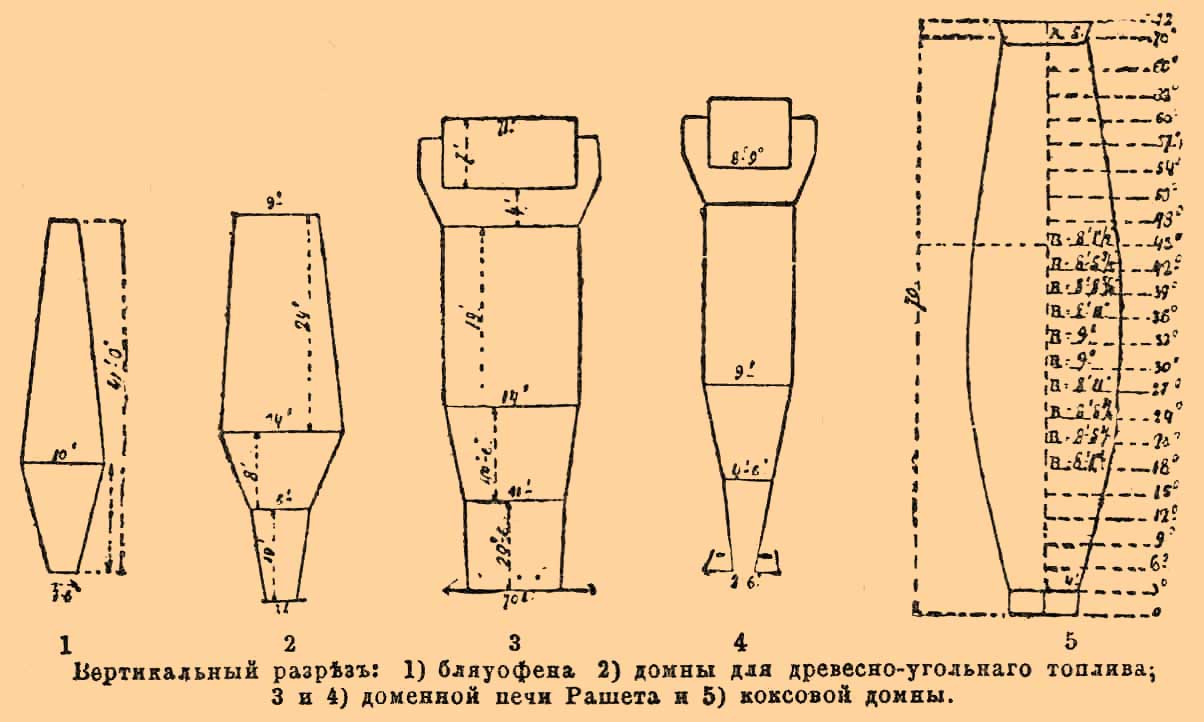
Вертикальные разрезы печи Рашета (3, 4) в сравнении с бляуофеном (1), древесноугольной (2) и коксовой (5) домнами

До́менная печь систе́мы Ра́шета — разновидность доменной печи с эллиптическим или прямоугольным поперечным сечением, названная по имени изобретателя В. К. Рашета. Получила распространение на металлургических заводах Урала в 1860—1870-х годах.

## История
Распространение в середине XIX веке новых производительных способов производства стали — бессемеровского и мартеновского — привело к необходимости поиска путей увеличения производительности доменных печей. Помимо увеличения количества дутья и его нагрева начались эксперименты по изменению конструкции печей. В 1850-х годах впервые были сконструированы доменные печи эллиптического поперечного сечения в Силезии Абтом и США Альгером. В 1860-х годах в России аналогичную конструкцию разработал В. К. Рашет, будучи начальником Нижнетагильского горного округа. Печи системы Рашета с горном прямоугольной формы получили распространение на заводах Урала, а также были построены на Райволовском заводе в Финляндии.

## Конструкция
Первоначально Рашет разработал конструкцию невысокого и узкого горна прямоугольного поперечного сечения с 18—26 фурмами, расположенными по длинным сторонам, и выпускными отверстиями — по коротким для медеплавильной печи. Такая печь хорошо себя зарекомендовала, после чего Рашет перенёс идею узкого продолговатого горна в доменное производство.
Конструкция Рашета фактически была лишена заплечиков и распара, характерных для доменных печей. Стенки горна расходились кверху, переходя в шахту печи. Количество фурм составляло от 6 до 12. Рашет предполагал, что такая конструкция будет способствовать правильному распределению тепла, газов и материалов по сечению печи и позволит увеличить её производительность. Также печи Рашета были снабжены газоулавливающими устройствами и имели возможность использовать тепло колошниковых газов для нагрева дутья, что соответствовало тенденциям 2-й половины XIX века.
Строительство печей системы Рашета обходилось дороже обычных древесно-угольных домен, но дешевле коксовых, имевших существенно более высокую производительность. Так, строительство домны Алапаевского завода ёмкостью 3110 куб. футов производительностью 900 пудов чугуна в сутки стоило 11 тыс. рублей, а печи Рашета на Нижнетагильском заводе объёмом в 6400 куб. футов с производительностью 1500 пудов чугуна — 26 тыс. рублей. Строительство двух коксовых доменных печей Каменского завода ёмкостью по 14 тыс. куб. футов каждая с суммарной производительностью 14—15 тыс. пудов чугуна в сутки и обошлось в 296,5 тыс. рублей.

## Эксплуатация
Печи системы Рашета строились на заводах подведомственного ему Нижнетагильского округа, а также Гороблагодатского и Лысьвенского горных округов. В период 1861—1867 годов печи Рашета были построены и запущена на Верхне-Туринском (2 печи), Саткинском и Нижне-Баранчинском заводах. В 1875 году на Саткинском заводе была построена вторая печь системы Рашета, ставшая последней печью такой конструкции. При сохранении высоты печи в ходе перестройки старых на рашетовские показатели плавки значительно улучшались, производительность увеличивалась почти вдвое. После перестройки печей на Верхне-Туринском заводе производительность выросла на 30 %, себестоимость чугуна снизилась на 19 %.
Известно также о постройке в 1863 и 1864 годах двух печей системы Рашета на Петровском чугунолитейном заводе в Донбассе под руководством А. Ф. Мёвиуса. Первая из них была построена неудачно и была сразу демонтирована.
Опыт эксплуатации печей Рашета не оправдал ожиданий изобретателя по оптимизации теплового режима плавки. Газы в печи концентрировались по углам и вдоль коротких стен, огнеупорная кладка выше зоны фурм часто прогорала, а кожух печи имел меньшую прочность по длинной стороне. Высота печей (от 6 до 10 метров) не обеспечивала полное восстановление руды и её плавление, что приводило к наличию сырой руды в горне печи. В 1870 году на возможные недостатки печей Рашета, связанные с их недостаточной высотой, указывал австрийский металлург П. фон Туннер в ходе своей экспедиции по заводам Урала.
Из-за своих недостатков доменные печи системы Рашета не получили широкого распространения. Сход шихтовых материалов был нестабильным, печи выходили из строя за 3—4 года. Были предприняты попытки модернизации конструкции с созданием более вытянутых эллиптических сечений горна, что позволило несколько улучшить ход плавки. В целом дальнейшее развитие доменных печей шло в направлении перехода на каменноугольный кокс и интенсификации плавки с помощью нагрева дутья, обогащения его кислородом и другими способами.